# Seznam iranskih rokoborcev
Seznam iranskih rokoborcev.

## F
- Mohammad Ali Fardin

## T
- Gholamreza Takhti

## V
- Khosrow Vaziri